# Луис Хавьер
Лу́ис Хавье́р Кава́сос Санс (исп. Luis Xavier Cavazos Sanz; род. 12 декабря 1963, Мехико, Мексика) — известный мексиканский актёр театра и кино, а также юрист.

## Биография
Родился 12 декабря 1963 года в Мехико в семье величайшей актрисы и певицы Росарио Дуркаль. В мексиканском кинематографе дебютировал в 1968 году в возрасте всего лишь 5 лет и с тех пор принял участие в более 50 работах в кино и телесериалах. В детстве часто путешествовал в Испанию и в один прекрасный момент ещё юного актёра приметили в мадридском театре и поставили его на спектакль «Тайна красного облака», после чего семья на некоторое время задержалась в Испании, где юный актёр ходил в школу и параллельно с этим брал уроки музыки и сольфеджио. Успешно зарекомендовав себя в Испании в качестве актёра и музыканта, в 1980-х годах актёр возвратился в Мексику с целью обучения по профессии юриста, а также продолжения актёрской деятельности. Успешно окончив обучение, он получил профессию юриста и вдобавок, получил учёную степень по праву в магистратуре.  Вернулся к съёмкам в мексиканском кино в 1982 году и с тех пор снялся в более чем 50 работах в кино и телесериалах. Телесериалы «Никто кроме тебя», «Перекрёстки», «Ад в маленьком городке», «Привилегия любить», «Личико ангела», «Истинная любовь», «Самая прекрасная дурнушка» оказались наиболее успешными в карьере актёра и музыканта. Был трижды номинирован на премию TVyNovelas, однако победить ему удалось лишь однажды.

## Фильмография
1
Двойная жизнь Эстелы Каррильо (сериал, 2017 – ...)
La doble vida de Estela Carrillo ... Soto
2
Пусть Бог тебя простит (сериал, 2015)
Que te perdone Dios
3
Тень прошлого (сериал, 2014 – 2015)
La sombra del pasado ... Humberto
4
То, что жизнь у меня украла (сериал, 2013 – 2014)
Lo que la vida me robó ... Joaquín
5
Новая жизнь (сериал, 2013)
Nueva vida ... Héctor
6
Настоящая любовь (сериал, 2012 – ...)
Amores verdaderos ... Milton Pavia
7
Бриллиантовая роза (сериал, 2012 – ...)
Rosa Diamante ... Gerardo Altamirano
8
Полюбить снова (сериал, 2011)
Amar de Nuevo ... Severino
9
Счастливая семья (сериал, 2011 – ...)
Una familia con suerte ... Cristian Velázquez
10
Как говорится (сериал, 2011 – ...)
Como dice el dicho ... Germán
11
Гадкий утенок (сериал, 2009 – ...)
Atrévete a soñar ... Guillermo
12
Роза Гваделупе (сериал, 2008 – ...)
La rosa de Guadalupe ... Ernesto
13
Линия паса (2008)
Linha de Passe ... Accident driver
14
Дорогой враг (сериал, 2008)
Querida Enemiga ... Jaime Armendáriz
15
Секс и другие секреты (сериал, 2007 – ...)
Sexo y otros secretos ... Novio
16
Чистая любовь (сериал, 2007)
Destilando amor ... Doctor
17
Любовь без границы (сериал, 2006 – 2007)
Amar sin límites ... Julio Corzo
18
Раны любви (сериал, 2006)
Heridas de amor ... Román Álvarez
19
Самая прекрасная дурнушка (сериал, 2006 – ...)
La fea más bella ... Gerardo
20
Следствие ведет Да Винчи (сериал, 2005 – 2006)
Da Vinci's City Hall ... Dealer
21
Поздняя любовь (сериал, 2004 – ...)
Piel de otoño ... Jordi Samperio
22
Истинная любовь (сериал, 2003)
Amor real ... José María De Icaza
23
Да здравствуют дети! (сериал, 2002 – 2003)
¡Vivan los niños! ... (1 эпизод, 2002)
24
Мария Белен (сериал, 2001)
María Belén ... Antonio Sanz
25
Тайны Смолвиля (сериал, 2001 – 2011)
Smallville ... Press Conference Reporter
26
Личико ангела (сериал, 2000 – 2001)
Carita de ángel ... Dr. Altamirano
27
Всегда буду любить тебя (сериал, 2000)
Siempre te amaré ... Francisco Reyes
28
Серафин (сериал, 1999)
Serafín ... David
29
Что происходит с нами? (сериал, 1998 – 1999)
¿Qué nos pasa?
30
Aunque seas ajena (1998)
31
Привилегия любить (сериал, 1998 – 1999)
El privilegio de amar ... Alberto Souza
32
Секрет Алехандры (сериал, 1997)
El secreto de Alejandra ... Víctor
33
Jóvenes amantes (1997)
34
Una luz en la oscuridad (1997)
35
Ад в маленьком городке (сериал, 1997)
Pueblo chico, infierno grande ... Antonio Serna
36
Зажженый факел (сериал, 1996)
La antorcha encendida ... Felipe Gómez Crespo
37
Перекрёстки (сериал, 1994)
Caminos cruzados ... Leoncio (1994) (в титрах: Luis Javier)
38
Полет орлицы (сериал, 1994)
El vuelo del águila ... Archiduque Francisco José I de Austria
39
Un ángel para los diablillos (1993)
... Profesor Moncayo
40
Треугольник (сериал, 1992)
Triángulo ... Max Alponte, (1992)
41
Я покупаю эту женщину (сериал, 1990)
Yo compro esa mujer ... Miguel de Marín
42
Apuesta contra la muerte (1989)
43
Señoritas a disgusto (1989)
... Luis Avendano
44
Единокровка (сериал, 1988)
De pura sangre ... Felipe
45
Никто кроме тебя (сериал, 1985)
Tú o nadie ... Humberto
46
Женщина, случаи из реальной жизни (сериал, 1985 – ...)
Mujer, casos de la vida real
47
Измена (сериал, 1984)
La traición
48
Свадьбы ненависти (сериал, 1983)
Bodas de odio ... Felipe
49
Анхелика (сериал, 1982 – ...)
Angélica ... José Luis

### Камео
50
Сегодня ночью с Платанито (сериал, 2013 – ...)
Noches con Platanito ... гость